# Jure Sešek
Jure (Jurij) Sešek (Slovenija, 21. ožujka 1971.), slovenski je radijski i televizijski voditelj, glumac, kolumnist i glazbenik.
Najpoznatiji je kao voditelj i urednik na Radiu Ognjišće, na kojemu je urednik programa za djecu i mlade te športskoga programa. Piše i kolumnu na mrežnim stranicama postaje.
Glumio u Ljetnom kazalištu »Studenec« te je nastupao u mjuziklu Mamma Mia!. Glumio je u igranom filmu Zakleta bajka (2011.). Pjeva u glazbenom sastavu Krila. Prireditelj je brojnih koncerata, kulturnih i umjetničkih događanja.
Oženjen je i otac troje djece. Sin Luka je pjevač i također voditelj na Radiu Ognjišće.

## Vanjske poveznice
- Osobni mrežnik (slov.)